# Geschichte des geistlichen Liedes auf dem europäischen Kontinent
Dieser Artikel beschreibt die Geschichte des geistlichen Liedes und des Kirchenlieds auf dem europäischen Kontinent.

## Frühes Christentum
Als Quellen der christlichen Musik gelten die jüdische Tradition des Psalmensingens und die Musik der hellenistischen Spätantike. Gesungen wurde in den christlichen Gemeinden von Anfang an. Paulus erwähnt Psalmen, Lobgesänge und geistliche Lieder (Eph 5,19 ; Kol 3,16 ), allerdings nur im Zusammenhang mit dem häuslichen Verhalten der Christen, nicht mit Bezug auf gottesdienstliche Musik.
Zu den frühesten überlieferten christlichen Gesängen gehören die im Neuen Testament überlieferten Cantica wie das Benedictus, das Magnificat und das Nunc dimittis.
Christuslieder sind Hymnen auf Jesus von Nazareth als den Christus.
Durch die Literarkritik ist es anhand stilistischer Kriterien möglich, Christuslieder und liturgisches Gut im NT (Neues Testament) herauszuarbeiten. In Briefen und Texten werden einige Lieder zitiert und erwähnt, z. B. das Christuslied Phil 2,6–11 . Es ist zu vermuten, dass es sich bei solchen Texten um „geprägte Formen“ und „Formulierungen“ handelt, die der Verfasser zitiert, um die Leser an Bekanntes zu erinnern und um so seinen Inhalt als „Allgemeine Glaubensüberzeugung“ zu begründen und zu bekräftigen.
Kriterien:
- Oft leiten Formulierungen wie „wir wissen...“ solche Stellen ein
- Die Personen wechseln im Zusammenhang. Während der Text selbst als Anrede formuliert ist oder vom Verfasser im „ich-Stil“ redet, wird plötzlich vom „ER“ geschrieben, um nach dem Zitieren wieder die ursprüngliche Sprache fortzusetzen.
- An manchen Stellen wird auch ausdrücklich auf eine empfangene Tradition hingewiesen (was wir „empfangen“ haben)
- So hat man auch versucht, z. B. einen Ur-Katechismus herauszuarbeiten.

### Alte Kirche
Die wohl frühesten Belege der alten Kirche für gottesdienstliche Hymnen außerhalb des neutestamentlichen Bibelkanons finden sich in den Ignatiusbriefen, hier seinem Brief an die Epheser (7, 2 und 19, 2f).
Im vierten Jahrhundert gaben führende Kirchenväter dem Gemeindegesang einen großen Stellenwert: Im Osten gab es Umbildungen der Liturgie unter Basilius von Caesarea. Im Westen kam es unter Bischof Ambrosius von Mailand zu liturgischen und musikalischen Reformen und zur Einführung des Ambrosianischen Gesangs. Ambrosius führte Antiphonen und neu gedichtete Hymnen ein. Auch die Entstehung des Tedeums fällt in diese Zeit.
Im Rahmen der raschen Ausbreitung des Christentums gewannen die einzelnen Erzbistümer und Klöster eine relative Unabhängigkeit von Rom. So entwickelten sich neben der ambrosianischen verschiedene weitere Liturgien wie der römische Ritus, der mozarabische Ritus, der gallikanische Ritus, der keltische Ritus (siehe auch: Keltischer Kirchengesang), der byzantinische Ritus, der ost- und der westsyrische Ritus und der koptische Ritus. Viele dieser Liturgien bildeten eigene Singtraditionen heraus, von denen einzelne noch heute lebendig sind.

## Mittelalter

### Gregorianischer Gesang
Ende des 6. Jahrhunderts führte Papst Gregor I. eine Reform der römischen Liturgie durch. Vermutlich im Rahmen dieser Reformen begann eine über mehrere hundert Jahre fortgesetzte Ordnung, Sammlung und Vereinheitlichung der in der Liturgie verwendeten Melodien und Texte. Die zusammengestellten Lieder wurden als Gregorianischer Gesang für die römische Kirche verbindlich und lösten lokale Gesangsstile weitgehend ab.
In der Stilistik des gregorianischen Chorals entstanden zahlreiche Neukompositionen zunehmend melismatischer Kompositionen von Messetexten aus dem Ordinarium und dem Proprium Missae, von Antiphonen für den gottesdienstlichen Gebrauch und von Stücken für das Officium.

### Tropus und Sequenz
In karolingischer Zeit entstanden zu den offiziell sanktionierten Chorälen verschiedene Arten von Ergänzungen und Modifikationen, die als Tropus bezeichnet werden: Textierungen bestehender Melismen, den Einschub oder das Anhängen neuer Melismen oder textierter Melodieabschnitte.
Mit der Textierung des Alleluja-Schlussmelismas (klassische Sequenz) beginnt gegen 850 die Geschichte der Sequenz. Bis zum 12. Jahrhundert bildet sich die vom Alleluja unabhängige Reimsequenz heraus mit gereimten und rhythmisch angeglichenen Versen. Sie führt zu den groß angelegten Stophensequenzen des 13. Jahrhunderts (bedeutende Autoren Thomas von Celano und Thomas von Aquin). Reimsequenzen haben die Struktur mehrstrophiger, metrisch geordneter und gereimter Hymnen. Sie wurden im späten Mittelalter sehr beliebt, es sind etwa 5000 Reimsequenzen bekannt.

### Volkssprachliche Kirchenlieder
Bei allem musikalischen Reichtum des Gregorianischen Chorals war eine Gemeindebeteiligung am gottesdienstlichen Gesang allenfalls geduldet. Kirchlieder in der Volkssprache, d. h. Kirchenlieder im engeren Sinne, hatten ihren Platz bei hohen Festen, Prozessionen oder geistlichen Spielen.
Die ersten Belege volkssprachlicher Kirchenlieder stammen aus dem 9. Jahrhundert. Ausnahmen gab es bei den hohen Festen und den damit verbundenen Mysterienspielen. In Erweiterung des Kyrieleis, des Bittrufs der Gemeinde als Antwort auf das Gebet des Priesters, entstanden in bescheidenem Rahmen tropusartige Vorstrophen zum Kyrie (Leisen) und im Rahmen der weihnachtlichen Christspiele volks- oder gemischtsprachliche Umdichtungen lateinischer Hymnen und Sequenzen wie das noch heute bekannte In dulci jubilo (Nun singet und seid froh) und der Quempas wie (Den die Hirten lobeten sehre). Musikalisch bewegen sich diese Kirchenlieder zwischen Gregorianischem Gesang und Volkslied (Dreiklangsmelodik, Dreiertakt), so dass man teilweise, wie zum Beispiel bei Es kommt ein Schiff, geladen, auch von geistlichen Volksliedern spricht.
Neben den auf kirchlichen Quellen basierenden volkssprachlichen Liedern entstanden erste Kontrafakturen, d. h. Übertragungen weltlicher Lieder in den geistlichen Bereich. Meist wurde die Melodie übernommen und der Text umgearbeitet oder neu verfasst.

## Vorreformation und Reformationszeit

### Vorreformation
In der vorreformatorischen Zeit begann man, volkssprachliche Kirchenlieder in Gesangbüchern zusammenzustellen. Eines der ersten Gesangbücher erschien 1501 bei den Böhmischen Brüdern. Es enthielt neben Übersetzungen lateinischer Lieder und Kontrafakturen tschechischer Volkslieder auch neu verfasste Lieder.

### Martin Luther und sein Umfeld

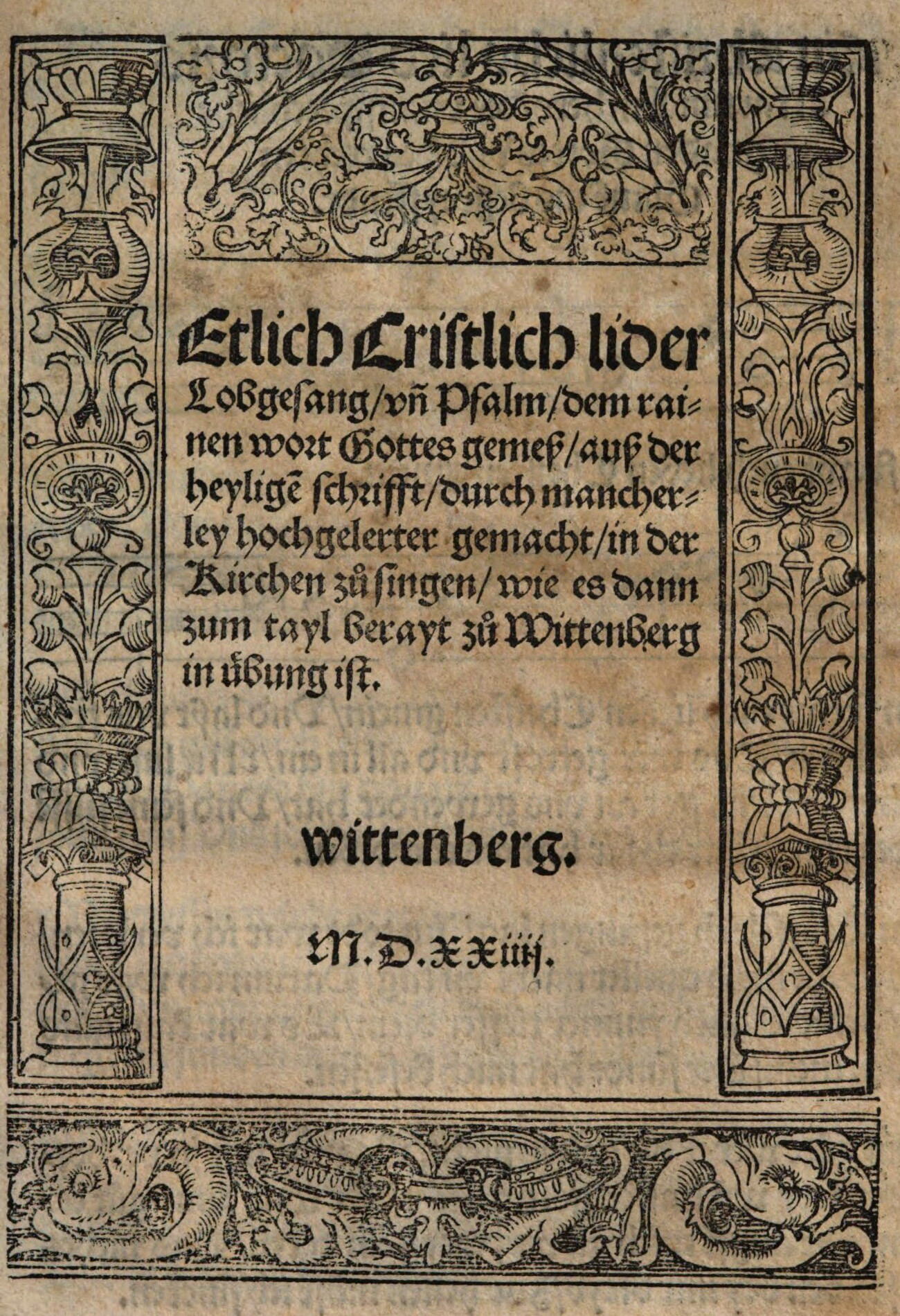
Achtliederbuch, 1523/24

Unter den Reformatoren maß vor allem Martin Luther dem volkssprachlichen Kirchenlied eine hohe Bedeutung zu. Er zielte dabei auf verschiedene Wirkungen des gemeinsamen Singens von Kirchenliedern in volksnaher Sprache ab:
- Als missionarische Wirkung förderte das Kirchlied die Ausbreitung biblischer Inhalte und reformatorischer Ideen.
- Katechetisch konnten Lieder unterrichtlich wirken und spezielle theologische Themen wie Glaubensbekenntnis oder Sakramente behandeln.
- Formuliert als ein Kirchenlied, das, auch unterstützt durch eine einprägsame Melodie, leicht auswendig gelernt werden konnte, ließ sich ein Inhalt leichter einprägen.
- Gemeinsames Singen stellte Gemeinsamkeit dar und bildete Gemeinschaft.
- Deutsche Lieder ermöglichten der bis dahin im Wesentlichen passiven Gemeinde eine aktive Beteiligung am Gottesdienst.[8]
- Die psychische Wirkung von Musik beschrieb Luther mit den Worten Medizin gegen das Böse und Labsal gegen Verdruss.

Luther dichtete über 30 Kirchenlieder, darunter Kirchenjahrslieder wie Vom Himmel hoch, da komm ich her, Katechismuslieder wie Dies sind die heilgen zehn Gebot und Psalmlieder wie Ein feste Burg ist unser Gott, außerdem Tischlieder an Stelle eines Tischgebets, Lieder zum häuslichen Gebrauch (Morgensegen und Abendsegen) und liturgische Lieder. Viele dieser Lieder sind Wir-Lieder und stärken die frühe reformatorische Gemeinschaft. – Siehe hierzu auch: Liste der Kirchenlieder Luthers
Teils übernahm Luther gregorianische Choräle und gab ihnen neue, deutsche Texte. Bei neuen Melodien stand immer die Sanglichkeit im Vordergrund; oft bewegen sich die Melodien in bekannten Formeln – künstlerische Originalität der Melodik war von geringer Bedeutung. Neue Melodien entstanden meist in Zusammenarbeit mit Johann Walter. Luther bat aber auch andere Mitarbeiter um Unterstützung beim Schaffen neuer Kirchenlieder.
Die Lieder Luthers und seines Umfelds wurden auf Flugblättern gedruckt. Sie verbreiteten sich weit und wurden schnell beliebt. Sie bildeten eine Säule der reformatorischen Gottesdienstordnungen: Im evangelisch-lutherischen Gottesdienst ist das Kirchenlied eine aktive Beteiligung der Gemeinde und hat auch den Charakter einer Antwort auf die Predigt.
Im Umfeld Luthers erschienen außerdem verschiedene Gemeindegesangbücher. Seitdem ist die Geschichte des Kirchenlieds eng mit der Gesangbuchgeschichte verbunden.

### Die Reformierte Kirche
Die Köpfe der Reformierten Kirche, Ulrich Zwingli und Johannes Calvin, lehnten alle Traditionen ab, die sie nicht in der Bibel begründet sahen. Anders als Luther standen sie der Kirchenmusik zunächst abweisend gegenüber. In der Liturgie hatte das Wort Vorrang.
Obwohl er selbst sehr musikalisch war, lehnte Zwingli Musik im Gottesdienst für lange Zeit ab. In den reformierten Gemeinden Zürichs gab es zu seiner Zeit keine Gesänge; auch Instrumentalmusik war ausgeschlossen.
Johannes Calvin, der nach Zwinglis Tod die Führung der Reformierten Kirche übernahm, hatte in Straßburg den Gemeindegesang in Form von Psalmliedern kennengelernt. Er ließ Gemeindegesang wieder zu unter strengen musikalischen und textlichen Auflagen:
- Es durften nur Psalmtexte gesungen werden. Nachdichtungen hatten sich eng an die biblische Vorlagen anzulehnen.
- Der Gesang musste einstimmig sein.
- Die Melodien durften den Umfang einer Oktave nicht überschreiten.
- Melismen waren nicht zugelassen.
- Für den Rhythmus waren nur zwei Grundwerte erlaubt (ein Schlag und zwei Schläge, Viertelnote und halbe Note in heutiger Notation). Rhythmische Beruhigungen an den Zeilenenden waren erwünscht.
- Auf jede Verszeile musste eine Atempause folgen.

In diesen Rahmenbedingungen entstand eine Reihe von Psalmliedern, mit schlichter Melodik, die Sprünge meist vermeidet (Beispiel: Steh auf in deiner Macht o Gott). Das zentrale Gesangbuch der reformierten Kirche wurde der Genfer Psalter, dessen endgültige (französische) Ausgabe 1562 erschien. Nach Calvins Tod wurde die Vierstimmigkeit zugelassen, und mit den schlichten vierstimmigen Chorsätzen von Claude Goudimel erreichte der Genfer Psalter eine große Verbreitung in den reformierten Kirchen. In der württembergischen Reformation vertonte Sigmund Hemmel erstmals ca. 1560 den gesamten Psalter für vier Singstimmen in deutschen Psalmdichtungen verschiedener Autoren. Die Übersetzung von Ambrosius Lobwasser wurde bald für über zweihundert Jahre das maßgebliche Gesangbuch der reformierten Gemeinden in Deutschland.

### Thomas Müntzer und die Täufer
Auch Thomas Müntzer, der noch vor Luther eine reformatorische deutschsprachige Liturgie eingeführt hatte, verfasste neue Kirchenlieder. Müntzer stützte sich vor allem auf bekannte gregorianische Melodien, die er ins Deutsche überführte. Einige seiner Lieder wie Gott, heilger Schöpfer aller Stern finden sich heute in katholischen wie evangelischen Gesangbüchern.
Im Umfeld der reformatorischen Täuferbewegung entstanden neuen Kirchenlieder. Besonders hervorzuheben ist das erstmals 1564 gedruckte täuferische Gesangbuch Ausbund, das noch bis in das 19. Jahrhundert bei süddeutschen Mennoniten und zum Teil noch heute bei den Amischen in Nordamerika Verwendung fand. Kernbestand des Gesangbuches bildeten 51 Lieder, die zwischen 1535 und 1540 von heute nicht mehr bekannten Täufern im Kerker des Passauer Schlosses verfasst wurden. Gesungen wurden sie meist zu volkstümlichen Melodien. Ebenfalls verbreitet war Das schön Gesangbüchlein von 1565, das 122 Lieder enthielt. Bekannte täuferische Liederdichter waren unter anderem Felix Manz, einer der Mitbegründer der ersten Täufergemeinde 1525, sowie Michael Sattler, Hans Hut, Leonhard Schiemer und Georg Blaurock.

## Zeit der Lutherischen Orthodoxie und der Gegenreformation
Die Zeit nach dem Tod Luthers (1546) war durch eine Verfeinerung und Dogmatisierung der Theologie gekennzeichnet, die sich auch in den Kirchenliedtexten niederschlug. Neben einer Reglementierung der Figuralmusik gab das Konzil von Trient (1545–1563) auch Vorgaben für den gregorianischen Choral. So wurden von Sequenzen des späten Mittelalters nur noch vier in der offiziellen römischen Messliturgie zugelassen.
Von der Gegenreformation wurde aber auch die Bedeutung des volkssprachlichen Kirchenlieds erkannt. Katholische Gesangbücher wie die von Nikolaus Beuttner (Graz 1602) – eine Sammlung vornehmlich vorreformatorischer geistlicher Volkslieder und Wallfahrtsrufe – und David Gregor Corner (Nürnberg 1625) sind frühe Beispiele für das Wirken katholischer, jesuitisch gebildeter Gelehrter in von der Reformation geprägten Regionen und den Einsatz des Kirchenlieds als Instrument der Rekatholisierung.

## Zeit des Dreißigjährigen Krieges und Vorpietismus im deutschen Sprachraum
Das 17. Jahrhundert brachte eine neue Belebung und ein neues Niveau der deutschen Poesie, die auch das Kirchenlied einbezog. Martin Opitz stellte 1624 in seiner Deutschen Poeterey Gesetze für die deutschsprachige Dichtung auf, die über die folgenden hundert Jahre hinaus Maßstab auch der Kirchenlieddichtung waren:
- strenge Beachtung des Versmaßes unter zwingender Berücksichtigung des natürlichen Wortakzents,
- Verbot unreiner Reime,
- Verbot von Wortverkürzungen und Zusammenziehungen,
- Ausschluss von Fremdwörtern.

Thematisch erschloss sich das Kirchenlied im Dreißigjährigen Krieg die Gegenüberstellung von Vergänglichkeit und Ewigkeit. Es entstanden zahlreiche Passions-, Todes-, Kreuz- und Sterbelieder, die auch heute noch gebräuchlich sind. Im Gegensatz zu früheren Liedern liegt der Schwerpunkt nicht auf der Nacherzählung biblischer Inhalte oder der Vermittlung von Lehraussagen, sondern auf der subjektiven Betrachtung beispielsweise des Passionsgeschehens oder des menschlichen Lebens allgemein. Die Wir-Perspektive der Reformation verschiebt sich in eine Ich-Perspektive. Manche Dichter sind durch Erbauungsliteratur oder zeitgenössische Mystiker beeinflusst.
Der herausragende Kirchenlieddichter der Zeit ist Paul Gerhardt (1607–1676), der auch als bedeutendster protestantischer Kirchenlieddichter überhaupt bezeichnet wird. Seine Lieder, zu einem großen Teil Andachtslieder, werden noch heute in den Gottesdiensten verschiedener Konfessionen gesungen und wurden in zahlreiche Sprachen übersetzt.
Neben Paul Gerhardt sind Johann Heermann (1585–1647), Martin Rinckart (1586–1649, Nun danket alle Gott), Johann Rist (1607–1667), Paul Fleming (1609–1640) und Georg Neumark (1621–1681, Wer nur den lieben Gott lässt walten) bedeutende Kirchenlieddichter dieser Zeit.
Im musikalischen Bereich treten mit dem Übergang zum Barock die Kirchentonarten zunehmend in den Hintergrund. Das Gemeindelied beginnt, eine akkordische Begleitung vorauszusetzen und wird zum Generalbass-Lied. So werden neue, freiere melodische Wendungen im Rahmen der Dur-Moll-Tonalität möglich, deren Elemente sich in der Harmonisierung als Vorhalte, Wechselnoten, Leittöne usw. erklären. Tonumfang und sängerischer Anspruch der Lieder wachsen, die Abgrenzung des Gemeindelieds gegen das (geistliche) Solo-Lied verschwimmt. Es gibt eine reiche Produktion neuer Liedmelodien.

## Pietismus
Ab etwa 1670 wurde der Pietismus zur bestimmenden Strömung der deutschsprachigen Kirchenliedliteratur.
Der Pietismus begann als innerkirchliche Reformbewegung, welche die als Erstarrung wahrgenommene Rationalisierung der Theologie aufbrechen wollte (Vom Kopf ins Herz) und ihr eine auf persönliche Bekehrung und gefühlsbetonte Frömmigkeit gegründete Glaubenspraxis entgegensetzte. Als „Vater“ des Pietismus gilt Philipp Jacob Spener mit seiner 1675 erschienenen Programmschrift Pia desideria. Nach Ablehnung von offizieller Seite fand der Pietismus schnell seinen Platz in privaten Erbauungszirkeln, in deren Stunden das pietistische Kirchenlied von zentraler Bedeutung war.
Die neuen Lieder waren meist betont subjektive, durch sprachliche Bilder geprägte Betrachtungen, in denen Beschreibung des persönlichen Empfindens vor klaren theologischen Aussagen im Vordergrund stand. Liebesbekundungen der gläubigen Seele an ihren Bräutigam oder das Lämmlein Jesus Christus, übersteigerte, durch Interjektionen wie Ach oder Oh unterstrichene Gefühlsausdrücke und die Ablehnung der Welt als Jammertal waren geläufige Inhalte. Daneben entstanden kämpferisch-missionarische Lieder, die zu einer neuen, bewussten Bekehrung aufriefen. Im Ganzen sank die literarische Qualität, dieselben abgegriffenen Formeln begegnen immer wieder.
Produktivster Dichter pietistischer Kirchenlieder war Nikolaus Ludwig Graf von Zinzendorf (Herz und Herz, vereint zusammen); er hat etwa 3000 Lieder verfasst. Auch der Reformierte Joachim Neander (Lobe den Herren) und der reformierte Mystiker Gerhard Tersteegen (Ich bete an die Macht der Liebe) haben zahlreiche heute noch beliebte Kirchenlieder gedichtet. Das wichtigste Gesangbuch des Pietismus war das 1704 in Halle erschienene Freylinghausensche Gesangbuch, das in zwei Bänden ungefähr 1500 Lieder umfasste.
Der Pietismus war bis zum Ende des 18. Jahrhunderts für die Kirchenlieddichtung von großer Bedeutung.
Musikalisch wurden im Hoch- und Spätbarock viele wertvolle, eher als Solo-Lied empfundene Kirchenliedmelodien (Jesus ist kommen, Grund ewiger Freude) komponiert. Der Dreivierteltakt gewann an Bedeutung. Zugleich wurden stereotype, anspruchslose Melodien als Gebrauchsmusik geschaffen (Jesu, geh voran). Der Wort-Ton-Bezug des Kirchenlieds verlor an Bedeutung; Melodien wurden zunehmend mehrfach für verschiedene Texte genutzt oder Texte anderen Melodien zugeordnet.
Mit der umfassenden Durchsetzung des Akzentstufentakts war auch die rhythmische Glättung und Vereinheitlichung früherer Melodien bis hin zu isorhythmischen Versionen (einheitliche Notenlänge innerhalb der Choralzeilen) verbunden.

## Aufklärung und Rationalismus
Ab etwa 1730 wurde die Aufklärung, welche die kritische Vernunft als oberstes Prinzip verstand und jeden Offenbarungs- und Wunderglauben ablehnte, für Theologie und Praxis der offiziellen Kirchen im deutschsprachigen Raum bestimmend. Der Rationalismus stellte biblische Lehren vielfach hinter die vernunftmäßige Deutungen zurück, und in der protestantischen Aufklärungstheologie galt die Vernunft schließlich als höchste Richterin in Glaubensfragen. Zentrale Inhalte, etwa die lutherische Rechtfertigungslehre, wurden in Frage gestellt. Die Liturgie wurde als der Vernunft kaum zugänglich vor allem in den protestantischen Kirchen deutlich eingeschränkt, womit ein Niedergang der Kirchenmusik einherging.
Die Stelle der Liturgie wurde durch die Predigt ausgefüllt, dem pädagogischen Anliegen der Aufklärung entsprechend schwerpunktmäßig als Anleitung zu einem tugendhaften Leben verstanden. Grundwerte wie Toleranz, Gewissensfreiheit und Nächstenliebe waren zentrale Inhalte. Gott wurde als liebender Vater und anfänglicher Schöpfer dargestellt, dessen Welt sich nun nach ihren eigenen Gesetzen bewege, Christus wurde auf eine Rolle als weiser Tugendlehrer reduziert.
Das Kirchenlied sollte im Gottesdienst auf solche Predigten hinführen oder ihre Inhalte unterstreichen. So waren viele bestehende Lieder aufgrund ihrer textlichen Inhalte nicht mehr akzeptabel und wurden nach rationalistischen Wertmaßstäben überarbeitet, dabei teilweise tiefgreifend verändert. Außerdem entstanden zahlreiche Neudichtungen, meist von sehr belehrendem Charakter, deren Inhalte den Predigten entsprachen. Vor dem textlichen Inhalt wurde der poetische Gehalt nebensächlich – die Lieder enthielten nur noch wenige Bilder und wirken sehr nüchtern. Heute (2004) werden nur einzelne dieser rationalistischen Kirchenliedtexte gesungen, darunter die Dichtungen des Aufklärungstheologen Christian Fürchtegott Gellert (1715–1769).
Auch die musikalische Gestaltung der Kirchenlieder verlor sehr an Bedeutung. Die Zahl der gebräuchlichen Melodien, zu denen neue und alte Texte gesungen wurden, sank rasch. Diese Melodien waren zumeist isorhythmisch umgeformt und wurden von der Gemeinde in zunehmend lang gedehnten Tönen gesungen. Die Lieder wurden jeweils an den Choralzeilenenden durch Orgelzwischenspiele unterbrochen.
Die Gestaltung neuer Kirchenliedmelodien wurde nicht mehr als künstlerisch anspruchsvoll verstanden; so besitzen die neu entstandenen Melodien keine rhythmische Vielfalt, und es fehlt ihnen oft an melodischem Schwung. Teilweise stehen neue Melodien in musikalischer Nähe zur Klassik, etwa bei Franz Anton Hoffmeister (1754–1812, Zu lernen bleibt noch unsern Seelen viel).
Im Rationalismus erschien eine Reihe neuer Gesangbücher, beispielsweise das Cramersche Gesangbuch. Aufgrund der geringer Zahl an verwendeten Melodien wurden Gesangbücher jetzt in aller Regel ohne Noten veröffentlicht.
Matthias Jorissens 1798 erschienene Neue Bereimung der Psalmen ersetzte in den deutschsprachigen reformierten Kirchen die Psalmbereimungen Lobwassers.

## Zwischen den Polen von Pietismus und Rationalismus
Einige deutschsprachige Kirchenlieddichter des 18. und frühen 19. Jahrhunderts schufen ihre Texte zwischen den Polen von Pietismus und Mystik einerseits und Rationalismus andererseits. Hierzu gehören Friedrich Gottlieb Klopstock (1724–1803, Die ihr Christi Jünger seid, Herr, du wollst uns vorbereiten) und Matthias Claudius, in dessen volksnaher Dichtung sich schlichter Bibelglaube und ein tief gegründetes Gottvertrauen ausdrücken.

## 19. Jahrhundert

### Textdichter
Die Entwicklung des Kirchenliedtextes im 19. Jahrhundert ist durch Gegenbewegungen gegen den Rationalismus geprägt. Zu den bestimmenden Strömungen zählen verschiedene Erweckungsbewegungen, die Erweckungstheologie und die Romantik. Auch Neuluthertum bzw. Konfessionalismus haben das die Kirchenliedtexte des 19. Jahrhunderts beeinflusst.

#### Deutsche Erweckungsbewegung
Heute noch gebräuchliche Liedtexte aus dem 19. Jahrhundert stammen zu einem großen Teil von protestantischen Theologen oder Geistlichen aus dem Umfeld verschiedener deutscher Erweckungsbewegungen. Hierzu gehören die Beiträge von Friedrich August Tholuck (1799–1877) (Das sei alle meine Tage, Melodie von Johann Georg Christian Störl) und Karl Johann Philipp Spitta (1801–1859) (Bei dir, Jesus, will ich bleiben; Es kennt der Herr die Seinen, Melodie von Johann Michael Haydn; O wie freun wir uns der Stunde). Auch die Pfarrersfrau Marie Schmalenbach (1835–1924) (Brich herein, süßer Schein, Melodie von Karl Kuhlo) ist in dieses Umfeld einzuordnen.
Aus dem Bereich des Württembergischen Pietismus und der dortigen Erweckung haben Christian Gottlob Barth (1799–1862) (Erhebe dich, du Volk des Herrn) und Albert Knapp (1798–1864) (Dich zu lieben, das ist Leben, Nicht menschlicher Rat, Melodie von Andreas Sulger) Kirchenliedtexte verfasst.
Ein reformierter Theologie und Lieddichter war Friedrich Adolf Krummacher (1767–1845) (Eine Herde und ein Hirt).

#### Gelegenheitswerke und weitere Dichter
Einige herausragende deutsche Literaten und Publizisten des 19. Jahrhunderts haben einzelne geistliche Texte verfasst, die nur einen kleinen Ausschnitt aus einem weit größeren Schaffen darstellen. Die Lieder von Ernst Moritz Arndt (1769–1860) (Kommt her, ihr seid geladen, Der Gott, der Eisen wachsen ließ) und Friedrich Rückert (1788–1866) (Dein König kommt in niedern Hüllen, Melodie von Johann Gottfried Schicht) sind Beispiele.
Auch Eleonore Fürstin von Reuß (1835–1903) (Sieh, ich breite voll Verlangen, Melodie von Karl Kuhlo, Das Jahr geht still zu Ende) hat zahlreiche Kirchenliedtexte gedichtet.

### Liedmelodien
Neue Texte des 19. Jahrhunderts wurden häufig auf Choralmelodien gesungen, die in den Gemeinden bereits bekannt waren, etwa auf Wachet auf ruft uns die Stimme.
Neue Liedmelodien des 19. Jahrhunderts stammen beispielsweise von
- Hans Georg Nägeli (1773–1836) (Lobt froh den Herrn)
- Karl Friedrich Schulz (1784–1850) (Danket dem Herrn)
- César Malan (1787–1864) (Harre meine Seele, Text von Johann Friedrich Räder)
- Gottlob Siegert (1789–1868) (Du lieber, heil'ger, frommer Christ)
- Friedrich Silcher (1789–1860) (So nimm denn meine Hände)
- Franz Xaver Gruber (1787–1863) (Stille Nacht, heilige Nacht)
- Karl Friedrich Ellwanger (1796–1856) (Ich will dich immer treuer lieben)
- Julius Karl Hermann Grobe (1807–1877) (Mit dem Herrn fang alles an)
- Friedrich August Schulz (1810–1880) (Wie ein Hirt, sein Volk zu weiden)
- Wilhelm Stade (1817–1902) (Ach komm, füll unsre Seelen ganz)
- Karl Kuhlo (1818–1909) (Brich herein, süßer Schein, Text von Marie Schmalenbach, Sei uns tausendmal willkommen, Sieh, ich breite voll Verlangen)
- Franz Abt (1819–1885) (Freut euch, ihr Christen)
- Jakob Heinrich Lützel (1823–1899) (Zwei Hände wollen heute sich)
- Karl Voigtländer (1827–1858) (Vor meines Herzens König, Lasst mich gehn)
- John Baccus van Dykes (1832–1876) (Weiß ich den Weg auch nicht)
- Mina Koch (1845–1924) (Stern, auf den ich schaue)
- Friedrich Linde (1864–1933) (Wann schlägt die Stunde)
- Fritz Liebich (1873–1958) (Reicht euch die Hände)

### Übersetzungen und der Einfluss aus dem anglo-amerikanischen Raum
Neben der Neuschöpfung von geistlicher Lieder wurden ab dem 19. Jahrhundert immer häufiger Lieder aus dem englischen und anglo-amerikanischen Raum in andere Sprachen übersetzt. Dies betraf vor allem Lieder aus der amerikanischen Erweckungsbewegung, aus baptistischen oder methodistischen Kreisen, die sogenannten Evangeliumslieder.
Kirchenliederübersetzer haben vielfach auch eigene Liedtexte verfasst. Übersetzte Liedtexte regten ihrerseits deutschsprachige Autoren zu stilistisch ähnlichen Nachschöpfungen an. Auslandsaufenthalte deutschsprachiger Baptisten trugen zur Verbreitung der Evangeliumslieder in Europa bei.
Wichtige Übersetzer von Kirchenliedern ins Deutsche waren:
- Erhard Friedrich Wunderlich (1830–1895) (übersetzte Näher mein Gott zu dir nach einem Text von Sarah Flower Adams)
- Ernst Heinrich Gebhardt (1832–1899) (übersetzte Herr hier bring ich mein alles nach einem Text von Mary Dagworthy James, Herrliches, liebliches Zion nach einem Text von William Orcutt Cushing, Ich brauch dich alle Zeit nach einem Text von Annie Sherwood Hawks, Welch ein Freund ist unser Jesus nach einem Text von Joseph Medlicott Scriven), dichtet auch zahlreiche Lieder neu und komponierte auch Melodien angeregt durch die Evangeliumslieder (Herr dir bring ich mein alles, Lasst die Herzen immer fröhlich)
- Theodor Kübler (1832–1905), übersetzte viele Erweckungslieder des anglo-amerikanischen Raums ins Deutsche, z. B. von Philip Paul Bliss (Zu des Heilands Füßen), Horatius Bonar (Frisch von dem Thron des Lammes) und Horatio G. Spafford (Wenn Friede mit Gott), dichtete auch eigene Lieder (Mir ward in bangen Sorgen ein Trostquell aufgetan)
- Dora Rappard (1842–1923) (Übersetzungen aus dem Englischen, dichtete und komponierte auch eigene Lieder wie Es harrt die Braut so lange schon)
- Johanna Meyer (1851–1921) übersetzte viele englischsprachige Liedtexte, beispielsweise von Edmund Louis Budry, Frances Ridley Havergal
- Heinrich Rickers (1863–1928) (übersetzte Seliges Wissen nach Blessed Assurance von Fanny Crosby)

Textdichter aus der baptistischen oder methodistischen Tradition mit deutlicher Beeinflussung durch anglo-amerikanische Text sind beispielsweise Philipp Bickel (1829–1914) (Reicht euch die Hände, die Stunde zerrinnen, Melodie von Fritz Liebig) und Hans Jakob Breiter (1845–1893) (Daheim, o welch ein schönes Wort, Eine Botschaft voll Erbarmen).

### Restitution des Gregorianischen Gesangs
Siehe Restitution des gregorianischen Chorals

## 20. und 21. Jahrhundert
Auch in der Folgezeit wurden Kirchenlieder verfasst. Jochen Klepper und Dietrich Bonhoeffer brachten ihre Erfahrungen aus dem geistigen Widerstand gegen den Faschismus ein.
Zur Jahrtausendwende gewinnen neue geistliche Lieder im Stil von Lobpreis und Anbetung an Beliebtheit.
Es gibt Bestrebungen in die Richtung eines gemeinsamen Liederbuches für alle christlichen Konfessionen.